# Bill Walker (Basketballspieler)
William (Bill) Henry Walker (* 9. Oktober 1987 in Huntington, West Virginia) ist ein US-amerikanischer Basketballspieler, der zuletzt für die New York Knicks in der NBA spielte. Aktuell spielt er für die Austin Toros in der NBA Development League.

## High School und College
Walker spielte drei Jahre für die North College Hill High School in der Nähe von Cincinnati. Zusammen mit O.J. Mayo, der heute ebenfalls in der NBA spielt, führte er sein Team zu zwei divisional titles in der Ohio Division III und galt als ein großes High-School-Talent mit vielen Auszeichnungen.
Walker hatte Angebote von vielen Colleges und wählte mit der Kansas State University eine Top-Adresse für Basketball aus. Trotz einiger Verletzungen spielte Walker zwei sehr überzeugende Jahre in Kansas und entschloss sich, zusammen mit Michael Beasley, sich für die NBA Draft 2008 anzumelden.

## NBA
Bei einem Workout verletzte er sich schwer am Knie, weshalb er erst an 47. Stelle von den Washington Wizards ausgewählt wurde. Dort wurde er allerdings gleich weiter zu den Boston Celtics getradet.
Aufgrund seiner Verletzung und der großen Konkurrenz am Anfang der Saison fasste Walker aber niemals richtig Fuß in der Rotation von Doc Rivers. Deshalb wurde er im November in die NBA Development League zum Utah Flash geschickt, aber zwei Monate später aufgrund Personalmangels wieder zurückbeordert. Gleiches geschah Walker ein Jahr später. Vom  23. Dezember 2009 stand er wieder im Aufgebot der Boston Celtics. Am 18. Februar, am Tag der Trading Deadline, wurde Walker zusammen mit J. R. Giddens und Eddie House zu den New York Knicks getradet. Bei seinem neuen Coach Mike D’Antoni bekam er deutlich mehr Spielzeit und durfte sogar schon starten.
Nach der Entlassung von D’Antoni im Laufe der Saison 2011/2012 sank auch die Spielzeit von Walker wieder und er erhielt schließlich zur Saison 2012/2013 keinen neuen Vertrag mehr in New York. Nachdem Walker zunächst keinen neuen Club finden konnte, entschloss er sich im Februar 2013 einen Vertrag in der NBA Development League zu unterschreiben. Walker schloss sich dem Farmteam der San Antonio Spurs, den Austin Toros, an.